# Polyalthia lateritia
Polyalthia lateritia är en kirimojaväxtart som beskrevs av James Sinclair.
Polyalthia lateritia ingår i släktet Polyalthia och familjen kirimojaväxter. IUCN kategoriserar arten globalt som livskraftig. Inga underarter finns listade i Catalogue of Life.